# Hvar (mitologija)
Hvar (Avesta sonce) je iransko zoroastrsko božanstvo sonca, eden od tridesetih jazat. Ko vstaja na nebu, se zberejo vse jazate, zemlja in voda se očistita. Če Hvar ne bi več vzhajal, bi vse obladali, daeve, demoni nesreč, krivic in pregreh.